# Vanessa Kamga
Vanessa Bonneveille Kamga (Vilhelmina, 19 novembre 1999) è una discobola svedese.

## Record nazionali
Senior
- Lancio del disco: 65,14 m ( Parigi, 4 agosto 2024)

## Progressione

### Lancio del disco
| Stagione | Misura  | Luogo      | Data      | Rank. Mond. |
| -------- | ------- | ---------- | --------- | ----------- |
| 2024     | 65,14 m | Parigi     | 2-8-2024  |             |
| 2023     | 61,65 m | Kungsbacka | 10-9-2023 |             |
| 2022     | 60,33 m | Norrköping | 7-8-2022  |             |
| 2021     | 56,78 m | Södertälje | 6-6-2021  |             |
| 2020     | 60,01 m | Södertälje | 14-6-2020 |             |
| 2019     | 59,06 m | Halle      | 1-6-2019  |             |
| 2018     | 57,04 m | Halle      | 27-5-2018 |             |
| 2017     | 54,91 m | Huddinge   | 15-8-2017 |             |
| 2016     | 42,98 m | Hässleholm | 6-8-2016  |             |

## Palmarès
| Anno | Manifestazione  | Sede     | Evento           | Risultato | Prestazione | Note        |
| ---- | --------------- | -------- | ---------------- | --------- | ----------- | ----------- |
| 2017 | Europei U20     | Grosseto | Getto del peso   | 20ª (q)   | 13,67 m     |             |
| 2017 | Europei U20     | Grosseto | Lancio del disco | 11ª       | 45,07 m     |             |
| 2018 | Europei         | Berlino  | Lancio del disco | 18ª (q)   | 54,88 m     |             |
| 2019 | Europei U23     | Gävle    | Lancio del disco | 5ª        | 55,48 m     |             |
| 2019 | Mondiali        | Doha     | Lancio del disco | 24ª (q)   | 55,87 m     | [ 1 ]       |
| 2022 | Europei         | Monaco   | Lancio del disco | 25ª (q)   | 51,66 m     |             |
| 2023 | Mondiali        | Budapest | Lancio del disco | 13ª (q)   | 60,02 m     | [ 2 ]       |
| 2024 | Europei         | Roma     | Lancio del disco | 9ª        | 60,62 m     |             |
| 2024 | Giochi olimpici | Parigi   | Lancio del disco | 5ª        | 65,05 m     | [ 3 ] [ 4 ] |

## Campionati nazionali
- 5 volte campionessa nazionale svedese del lancio del disco (2017, 2018, 2020, 2022, 2024)

## Altre competizioni internazionali
2018
- 4ª ai Coppa europa di lanci U23, ( Leira), lancio del disco - 51,94 m

2019
- Argento ai Coppa europa di lanci U23, ( Šamorín), lancio del disco - 57,73 m

2021
- 13ª ai Coppa europa di lanci, ( Spalato), lancio del disco - 55,92 m

2022
- 18ª ai Coppa europa di lanci, ( Leira), lancio del disco - 52,06 m

2023
- 11ª ai Coppa europa di lanci, ( Leira), lancio del disco - 56,69 m

2024
- 17ª ai Coppa europa di lanci, ( Leira), getto del peso - 15,63 m
- 12ª ai Coppa europa di lanci, ( Leira), lancio del disco - 57,53 m